# Norrhäran
Norrhäran är ett skär i Åland (Finland). Det ligger i Skärgårdshavet och i kommunen Vårdö i landskapet Åland, i den sydvästra delen av landet. Ön ligger omkring 45 kilometer nordöst om Mariehamn och omkring 250 kilometer väster om Helsingfors.
Öns area är 2,3 hektar och dess största längd är 280 meter i nord-sydlig riktning. Trakten är glest befolkad. Närmaste större samhälle är Vårdö, 16,5 km söder om Norrhäran.